# فيليب تيس
فيليب تيس (بالفرنسية: Philippe Thys)‏ ولد بتاريخ 08 أكتوبر 1889 في آندرلخت، وتوفي في 16 يناير 1971، كان دراج بلجيكي في صنف سباق الدراجات على الطريق.

## سجل النتائج

### سباقات أو مراحل فاز بها
- طواف فرنسا

## وصلات خارجية
- الموقع الرسمي

## روابط خارجية
- فيليب تيس على موقع أرشيف الدراجات (الإنجليزية)
- فيليب تيس على موقع إحصائيات الدراجات الإحترافية (الإنجليزية)
- فيليب تيس على موقع CycleBase (الإنجليزية)